# Корела (племя)

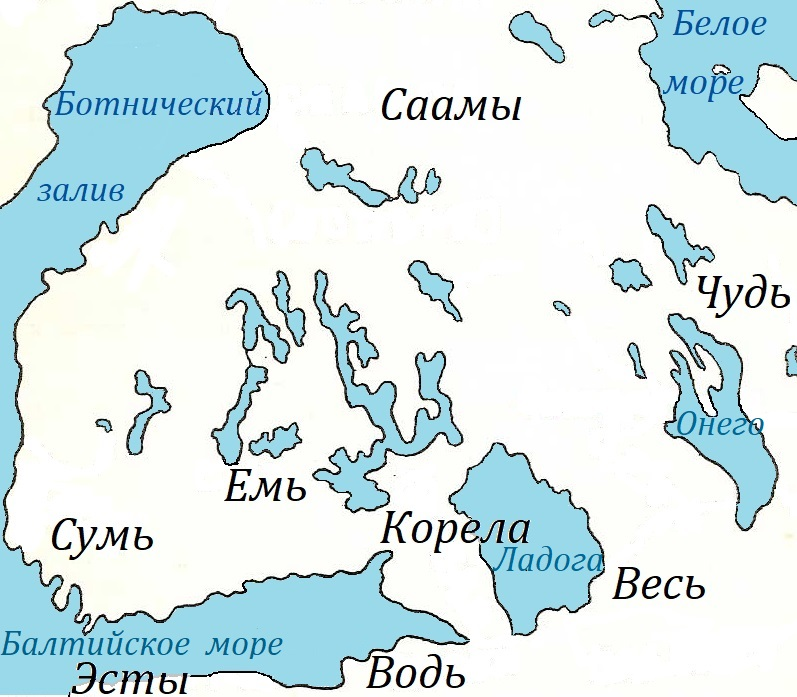
Зоны расселения племён современного российско-финского пограничья, включая корел, в X веке н. э.

Коре́лы — древнее прибалтийско-финское племя, жившее в средневековье главным образом на Карельском перешейке и в Северном Приладожье.

## Происхождение племени
Существуют различные версии происхождения карел. В. И. Равдоникас считал, что предки карел пришли с восточного Приладожья. X. Киркинен видит в карелах продукт взаимодействия чудских и вепсских племён.
Некоторые исследователи (К. А. Нордман, А. С. Жербин, И. П. Шаскольский) полагали, что самобытная карельская культура существовала уже в I тыс. н. э. (раннее Средневековье).[прояснить]
Существует мнение, что в VI веке на Карельский перешеек, где обитали саамы, пришли переселенцы из западной Ингрии — емь, а затем в IX веке к ним присоединились более многочисленные переселенцы с южного (вепсского) побережья Ладоги.

## В исторический период
С X века (по археологическим данным) на Карельском перешейке существует город Корела (ныне Приозерск) — административный центр земель, населённых корелой. В Новгородских документах Карельской частью Водской пятины считалась территории к западу от реки Волхов в южном Приладожье.
В древнерусских письменных источниках корела впервые упоминается в новгородской берестяной грамоте № 590, датируемой 1075—1100 годами.
В XII веке на землях корелы устанавливается феодальный строй в составе Обонежской пятины Новгородской республики.
В летописях корела впервые упоминается под 1143 годом. В это время племя помещается историками на Карельском перешейке, в северном Приладожье.
В 1227 году новгородский князь Ярослав Всеволодович осуществил номинальное крещение корелы, однако фактически, по крайней мере, приладожские карелы в своей массе продолжали быть язычниками.
От племени корела ведут свое происхождение эвремейсы, савакоты и ижора.
В конце XIV — начале XV века были основаны и начали миссионерскую деятельность Валаамский и Коневецкий монастыри.
Вторая треть XVI века — как констатируют митрополиты Макарий и Феодосий, карелы до сих пор практикуют двоеверие (вплоть до того, что шаманы нарекают новорождённых до крещения последних).